# 刘伟伟
刘伟伟（1951年—），江苏南通市人，汉族，中华人民共和国政治人物、第十一届全国人民代表大会解放军代表。
毕业于陆军指挥学院合同战术专业，是中共党员。担任军科院科研指导部副部长。2008年起担任全国人大代表。